# Chili (futbolista)
Vicente Allende Barreda (París, Francia, 8 de mayo de 1968), conocido como Chili, es un exfutbolista español nacido en Francia. Jugaba de delantero y su primer club fue el A. D. Ribadedeva.

## Carrera
Nacido en Francia, por cuestiones de trabajo de sus padres, Chilli se trasladó a Torrelavega en su infancia. Comenzó su carrera en 1988 jugando para el Ribadedeva C. F.. En 1990 se pasó a la Gimnástica de Torrelavegaun año más tarde ficha por el Andorra C. F..
En 1992 se fue al Racing de Santander, club con el que consigue el ascenso a primera. Tras dos temporadas más en la máxima categoría abandona el Racing.
En el mercado de invierno de 1995 se incorpora a la U. D. Las Palmas, donde aportó 19 goles para el ascenso a segunda del club canario. Sin embargo al acabar la temporada se marcha al Racing de Ferrol. En 1997 regresó a la Gimnástica de Torrelavega, club en el cual Vicente se retira en 2003.

## Clubes
| Club                      | País   | Año       |
| ------------------------- | ------ | --------- |
| A. D. Ribadedeva          | España | 1988-1990 |
| Gimnástica de Torrelavega | España | 1990-1991 |
| Andorra C. F.             | España | 1991      |
| Racing de Santander       | España | 1992-1995 |
| U. D. Las Palmas          | España | 1995-1996 |
| Racing de Ferrol          | España | 1997      |
| Gimnástica de Torrelavega | España | 1997-2003 |